# Miss Shampoo
Pour plus de détails, voir Fiche technique et Distribution.
Miss Shampoo (請問，還有哪裡需要加強, Qing wen hai you na li xu yao jia qiang) est un film taïwanais réalisé par Giddens Ko, sorti en 2023.

## Synopsis
Tai, un chef de gang, tombe amoureux de Fen, une shampouineuse fan de baseball.

## Fiche technique
- Titre : Miss Shampoo
- Titre original : 請問，還有哪裡需要加強 (Qing wen hai you na li xu yao jia qiang)
- Réalisation : Giddens Ko
- Scénario : Giddens Ko
- Musique : Chris Hou
- Photographie : Chou Yi-hsien
- Montage : Su Pei-yu
- Production : Eunice Cheng (coproductrice)
- Société de production :
- Pays :  Taïwan
- Genre : Comédie dramatique, romance et film de gangsters
- Durée : 120 minutes
- Dates de sortie : 
  -  Taïwan : 26 juillet 2023
  - Netflix : 28 décembre 2023

## Distribution
- Daniel Hong : Tai
- Vivian Sung : Fen
- Kai Ko : Long Legs
- Emerson Tsai : Fishy
- Ying Wei-min : Bryan
- Chu Chung-heng : le père de Fen
- Chung Hsin-ling : la mère de Fen
- Hsia Teng-hung : Four-Eye
- Hu Jhih-ciang : Tai jeune
- Kuo Tzu-chien : Chuan
- Miao Ke-li : tantine Gold
- Kent Tsai : Guo

## Distinctions
Le film a été nommé au Golden Horse Award des meilleurs maquillages et costumes.